# Kagoshima Juzō
Kagoshima Juzō (japanisch 鹿児島 寿蔵; * 10. Dezember 1898 in Fukuoka, Präfektur Fukuoka; † 22. August 1982) war ein japanischer Dichter und Puppenmacher, der als solcher 1961 zum Lebenden Nationalschatz in der Kategorie: Puppenfertigung ernannt wurde.

## Leben
Kagoshima wurde 1898 als ältester Sohn von Otogorō und Naka Kagoshima im Stadtteil Kawabata in Fukuoka geboren. Er erlernte das Handwerk der Puppenfertigung bei Arioka Yonejirō? (有岡米次郎). Kagoshima stellte zunächst Terrakotta-Puppen her, begann 1932 dann mit der Fertigung von „Shiso-Puppen“ (紙塑人形, ~ ningyō) auf die er sich in der Folge spezialisierte. 1934 schloss er sich der Kunsthandwerkergruppe Kōjutsukai (甲戌会) an.
Als Dichter ist Kagoshima im Umkreis der Gruppe um die Tanka-Zeitschrift Araragi anzusiedeln. Seine Lehrer waren die Dichter Shimagi Akahiko (1876–1926) und Tsuchiya Bunmei. Kagoshima ist Träger des Ordens des Heiligen Schatzes 3. Klasse (Kommandeur). 1968 wurde er für Furusato no akashi (故郷の灯) mit dem Chōkū-Preis für Lyrik ausgezeichnet.

## Werke (Auswahl)
- 1950 Masaoka Shiki (正岡子規), Tanka-Anthologie
- 1975 Haha no kuni (ははのくに)